# Брауншвейгский собор

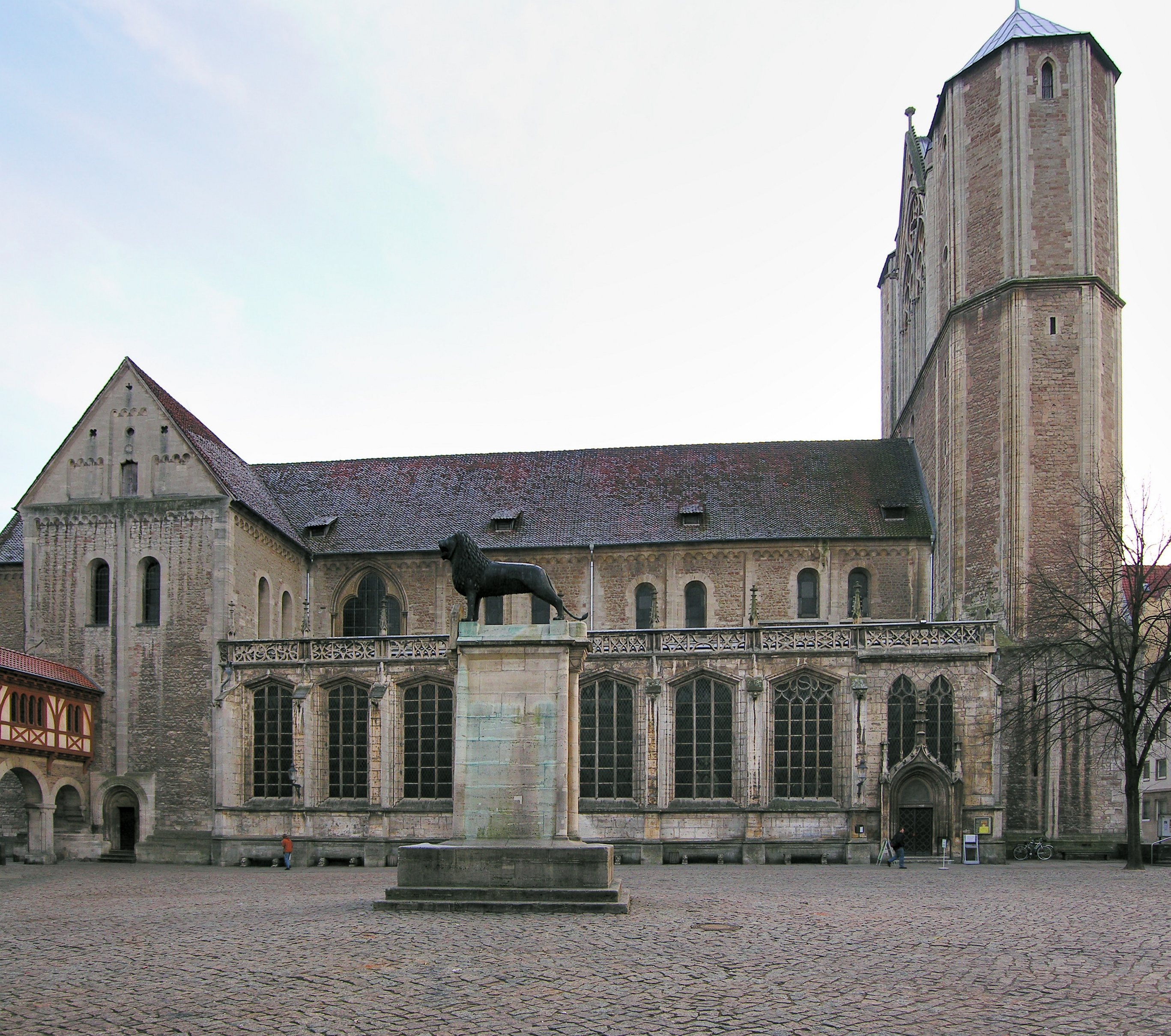
Общий вид Брауншвейгского собора с площади Бургплац

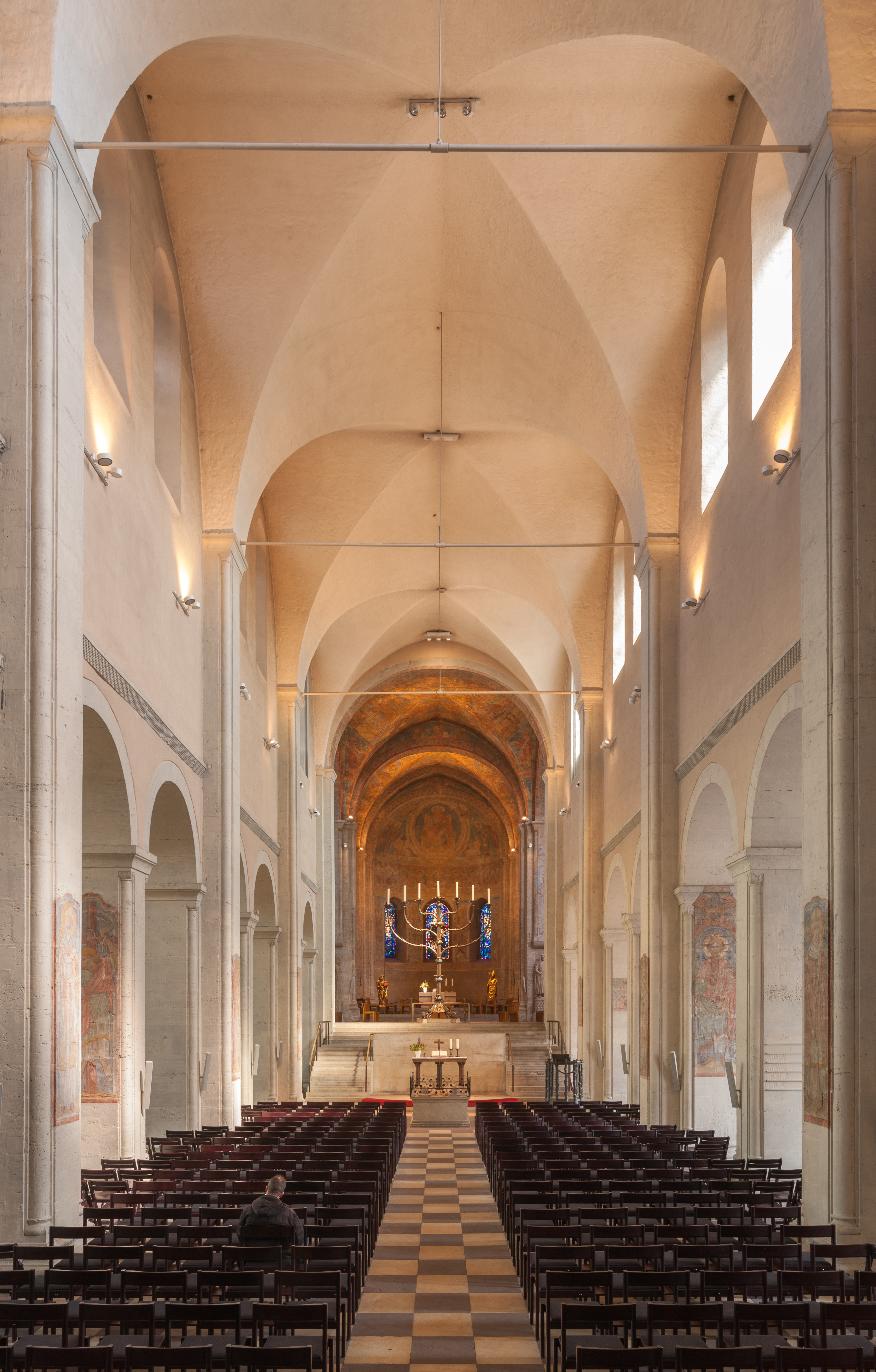
Интерьер собора

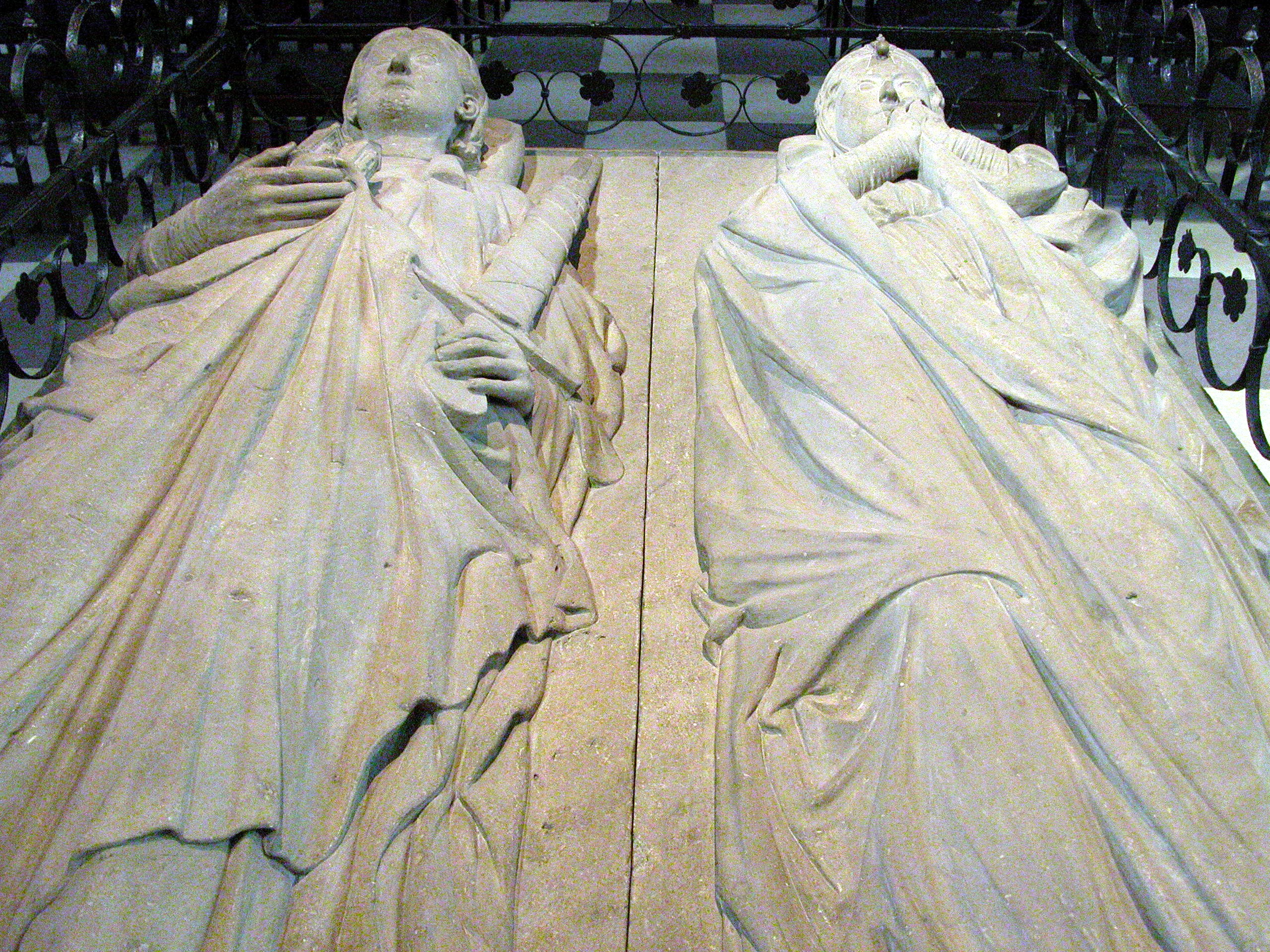
Надгробие на могиле Генриха Льва и Матильды

Брауншвейгский собор (нем. Braunschweiger Dom) — лютеранский собор немецкого города Брауншвейга.
Собор был заложен как коллегиатская церковь в 1173 году герцогом Баварии и Саксонии Генрихом Львом, посвящён святому Власию и Иоанну Крестителю и предназначался местом последнего упокоения самого герцога и его супруги Матильды Английской. Возведение храма началось по возвращении Генриха Льва из паломнической поездки в Святую землю. В1188 году прошло освящение сохранившегося до настоящего времени алтаря Девы Марии, и к этому времени предположительно была возведена восточная часть здания. В 1189 году в ещё строящемся храме была захоронена вторая супруга Генриха Матильда. Генрих Лев был похоронен в недостроенной церкви рядом с ней в 1195 году. Освящение церкви состоялось 29 декабря 1226 года, и третьим её покровителем стал Томас Бекет. Церковь стала называться собором в XIV—XV веках не по причине наличия епископальной кафедры, а вследствие принадлежности к монастырю.

В большой крипте Брауншвейгского собора находится усыпальница Вельфов брауншвейгской линии. В частности в ней похоронены:
- Гертруда (ум. 1077), маркграфиня
- Экберт II Мейсенский (ум. 1090), маркграф
- Гертруда II Брауншвейгская, сестра Экберта
- Генрих Лев (1129—1195), герцог Саксонии и Баварии,
- Матильда Плантагенет (1157—1189), вторая супруга Генриха Льва, дочь английского короля Генриха II
- Фердинанд Альбрехт I Брауншвейг-Вольфенбюттель-Бевернский (1636—1687)
- Кристина Гессен-Эшвегская (1648—1702), супруга Фердинанда Альбрехта I
- Август Фердинанд Брауншвейг-Вольфенбюттель-Бевернский (1677—1704)
- Фердинанд Альбрехт II Брауншвейг-Вольфенбюттельский (1680—1735)
- Антуанетта Амалия Брауншвейг-Вольфенбюттельская (1696—1762), дочь Людвига Рудольфа Брауншвейг-Вольфенбюттельского
- Карл I Брауншвейг-Вольфенбюттельский (1713—1780)
- Филиппина Шарлотта Прусская (1716—1801), сестра Фридриха Великого
- Карл Вильгельм Фердинанд, герцог Брауншвейгский (1735—1806)
- Каролина Брауншвейгская (1768—1821), супруга короля Великобритании Георга IV
- Фридрих Вильгельм Брауншвейг-Вольфенбюттельский (1771—1815), «чёрный герцог», погиб в битве при Катр-Бра
- Вильгельм Брауншвейгский (1806—1884)
- Людвиг Эрнст Брауншвейг-Вольфенбюттельский (1718—1788)
- Фердинанд, принц Брауншвейгский (1721—1792) и др.
- Фридрих Франц Брауншвейг-Вольфенбюттельский (1732—1758)

Рядом с собором на площади установлена бронзовая фигура Брауншвейгского льва — символа города Брауншвейга.